# Старцев, Ананий Фёдорович
Ана́ний Фёдорович Ста́рцев (1789 — после 1861 года) — русский врач, штаб-лекарь, коллежский советник, писатель.

## Биография

### Ранние годы
Ананий Фёдорович родился в 1798 году в семье купца. Воспитывался на казенный счёт в Петербургской медико-хирургической академии, откуда в 1819 году был выпущен лекарем в Житомирский пехотный полк и в 1822 году получил звание штаб-лекаря.

### Военная деятельность
Во время турецкой войны 1829 года он работал в одном из полевых госпиталей. Врачебная деятельность Старцева в строевых войсках продолжалась до 1831 году, когда он перешел в военный госпиталь в Каменец-Подольске, где через три года занял должность уездного врача, совсем оставив службу в военном ведомстве. В 1838 году он, однако, возвратился туда (в Киевский военный госпиталь), а через два года (1840 год) был назначен главным лекарем военно-временного госпиталя десантного отряда в Турции, где от султана получил золотую медаль. С 1841 году Старцев служил в Одесской городской больнице и затем в нескольких военных госпиталях, с 1848 году был старшим лекарем гусарского полка Паскевича, в 1852 году уволен в отставку.